# انکینو (نیومکزیکو)
انکینو (به انگلیسی: Encino) یک روستا (ایالات متحده آمریکا) در ایالات متحده آمریکا است که در شهرستان تارنس، نیومکزیکو واقع شده‌است.
 انکینو ۵٫۱۶ کیلومتر مربع مساحت و ۸۲ نفر جمعیت دارد و ۱٬۸۶۵ متر بالاتر از سطح دریا واقع شده‌است.